# Silvia Espigado
Silvia Espigado Pérez (Berna, Suiza, 26 de agosto de 1964) es una actriz española conocida por su papel de Clara Jiménez en la serie Cuéntame cómo pasó, de Televisión Española.

## Biografía
Hija de emigrantes españoles en Suiza, se instaló con nueve años en Estepona (Málaga), ciudad en la que se encuentran sus raíces.
Es diplomada en Arte Dramático y cuenta con una amplia carrera a sus espaldas. En teatro ha trabajado en obras como El último tranvía (1990), junto a Lina Morgan; Un marido de ida y vuelta, dirigida por Gustavo Pérez Puig; Pop Corn dirigida por Juanma Bajo Ulloa; Las trampas del azar (1994), de Buero Vallejo; Yonquis y yanquis (1996), dirigida por Francisco Vidal, en el Centro Dramático Nacional; Por delante y por detrás (1997), de Michael Frayn; Muerte de un viajante, de Arthur Miller o De cerca nadie es normal (2009), junto a Paco Maestre y Adam Jezierski.
En televisión, ha participado en multitud de programas: desde el mítico Un, dos, tres... responda otra vez, pasando por series como Compuesta y sin novio (1994), de Pedro Masó; Hermanos de leche (1994-1995); Querido maestro (1997), de Julio Sánchez Valdés, Manos a la obra (1999-2000), de Vicente Escrivá y Cuéntame como pasó (2001-2023, como Clara), de Tito Fernández. Episódicamente intervino en Hospital Central en el capítulo 5×01 Vida nueva como Ana, y en la popular La que se avecina (en 2010, como Teresa, la amante de Estela Reynolds en el capítulo 4×10 Una project leader, una hermana insoportable y un delantero pichichi), de José Luis Moreno.
Su carrera en cine incluye títulos como Tu nombre envenena mis sueños, de Pilar Miró; Deseo, de Gerardo Vera o La vida mancha, de Enrique Urbizu.